# ヤニック・ゲルハルト
ヤニック・ゲルハルト（Yannick Gerhardt 、1994年3月13日 - ）は、ドイツ・ノルトライン＝ヴェストファーレン州ヴュルゼレン出身のプロサッカー選手。ブンデスリーガ・VfLヴォルフスブルク所属。ポジションは、ディフェンダー。

## 経歴
1.FCケルンの下部組織で育つ。2013年7月のディナモ・ドレスデン戦でトップチームデビュー。この年のフリッツ・ヴァルター・メダルU-19部門で銀メダルを受賞した。
2016年5月、VfLヴォルフスブルクに移籍。

## タイトル

### 個人
- フリッツ・ヴァルター・メダル・U-19部門（2013年）
- UEFA U-21欧州選手権・ベストイレブン（2017年）

## 代表歴
2016年11月15日に行われたイタリア代表との親善試合で初キャップ。

### 試合数
- 国際Aマッチ 1試合 0得点（2016年 -　）

| ドイツ代表 | 国際Aマッチ | 国際Aマッチ |
| 年         | 出場        | 得点        |
| ---------- | ----------- | ----------- |
| 2016       | 1           | 0           |
| 通算       | 1           | 0           |